# Goliath en Agnes

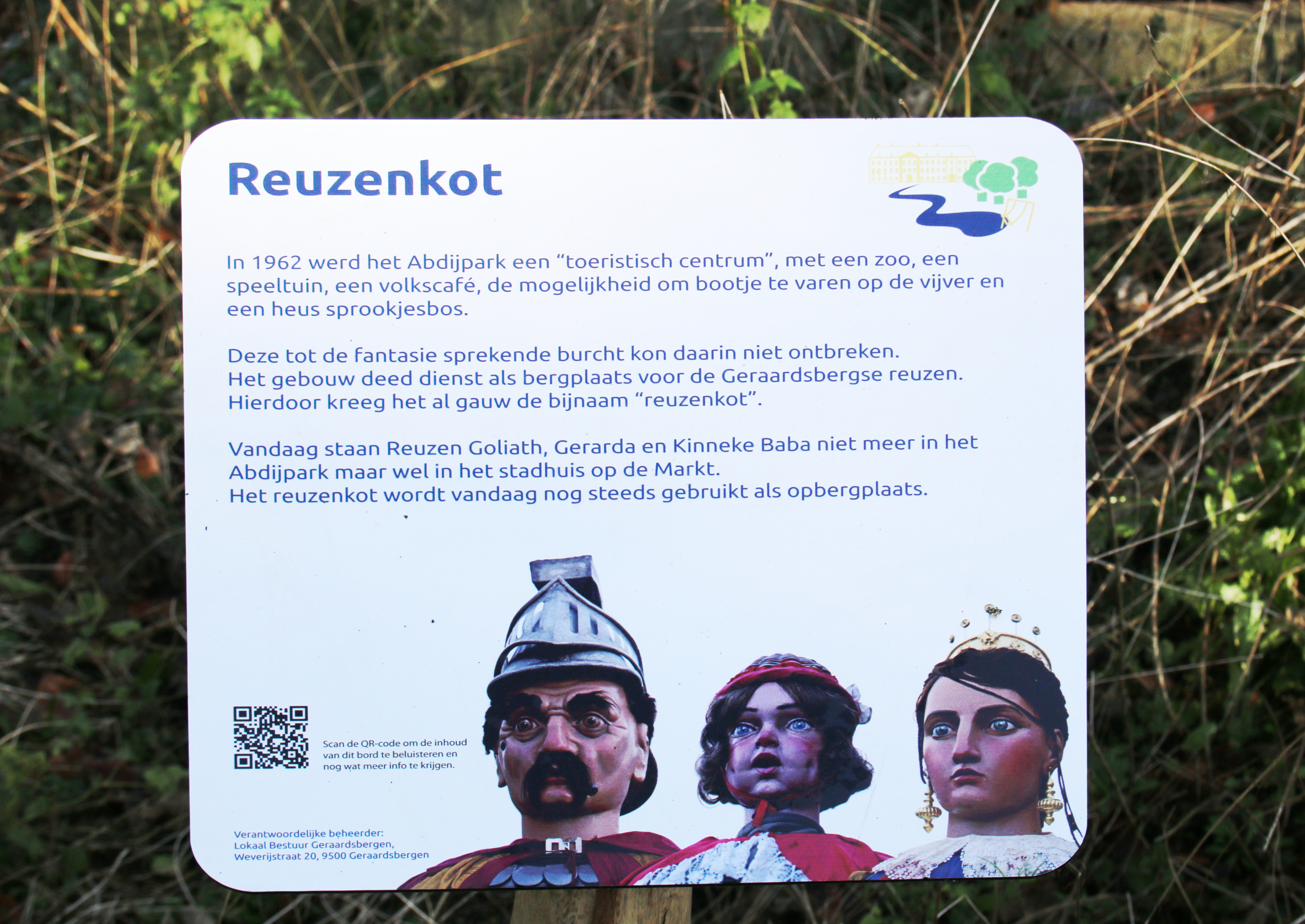

Goliath en Gerarda zijn de twee historische reuskens van de Oost-Vlaamse stad Geraardsbergen. Ze hebben een dochter genaamd Kinneke Baba, die de jeugdige onschuld voorstelt.
In 1547 is er in de Geraardsbergse stadsrekeningen een vermelding terug te vinden naar een reus genaamd "Clays den Innocent". In 1577 was het volledige gezin er.
Gerarda haar volledige naam is Gerarda Ghislaine Agnes Frieda.
Op 5 juni 1999 werd er in België een postzegel uitgegeven waar het gezin op te bezichtigen valt.